# Тармані
Тармані (перс. ترمنی‎‎) — село в Ірані, входить до складу дехестану Бакешлучай у Центральному бахші шахрестану Урмія провінції Західний Азербайджан.